# Imca Marina
Hendrikje Imca Bijl, beter bekend onder haar artiestennaam Imca Marina (Zuidbroek, 13 mei 1941) is een Nederlandse zangeres. Ze zingt voornamelijk levensliederen. Haar grootste hits zijn Soerabaja (1963), Harlekino (1964), Viva España (1972) en Vino (Waar blijft de wijn) (1975).

## Loopbaan
Imca Marina was al op zeer jonge leeftijd bezig met zingen en muziek. Ze leerde gitaar spelen, trad samen op met haar moeder, was soliste bij het zangkoor de Damster Wichter in Appingedam en won verschillende talentenjachten. Haar artiestennaam werd gevormd door haar tweede voornaam (Imca) te combineren met de tweede voornaam van haar moeder, Anna Maria (Marina).

### Het grote succes
In 1959 tekende Imca Marina op 18-jarige leeftijd haar eerste platencontract en in datzelfde jaar verscheen haar debuutsingle: Morgen. Dit nummer bereikte de derde plaats in de top 20 van Muziek Parade. Vier jaar later volgden nog meer successen met Soerabaja (dat echter vooral bekend werd in de later opgenomen versie van Anneke Grönloh) en het Duitstalige Lass' mein Herz nicht weinen. Met de singles Harlekino (1964) en Santo Domingo (1965) stond Imca Marina maandenlang hoog genoteerd in de Nederlandse hitparades.
In 1965 bracht Imca Marina haar Nederlandstalige debuutalbum uit en in 1968 een album met liedjes in het Gronings. Na enkele jaren zonder hits kwam ze in 1972 sterk terug met Viva España, waarvan het origineel een jaar ervoor was opgenomen door Samantha. Hoewel de single in de Nederlandse Top 40 niet verder kwam dan de 15de plaats, groeide het uit tot een van haar bekendste nummers. Met haar Duitstalige versie wist Imca Marina ook internationaal de aandacht te trekken: deze leverde haar in Duitsland een top 10-hit op en leidde ook tot optredens in verschillende andere Europese landen.
In 1973 scoorde Imca Marina nog een hit met Bella Italia en in 1975 volgde Vino (Waar blijft de wijn), waarmee ze in Nederland na tien jaar weer een top 10-notering scoorde. In Vlaanderen werd Vino eveneens een groot (en tevens haar enige) hitparadesucces.

### Latere carrière
Vanaf eind jaren zeventig nam Imca Marina's commerciële succes enigszins af. Haar album Hartenvrouw (1981) bereikte nog wel de 40ste plaats in de LP Top 50, maar grote hits bleven uit. Ook de samen met Bennie Jolink geschreven single Wijf van ijzer (1985) sloeg niet aan. Wel werd ze een graag geziene gast in het Nederlandse schnabbelcircuit.
Ondanks dat ze nog maar weinig in de hitparade opdook, bleef Imca Marina regelmatig in de schijnwerpers staan. Begin 2012 was ze bijvoorbeeld samen met zanger Brace te zien in het televisieprogramma Ali B op volle toeren en in 2018 was ze gastartiest tijdens de concerten van De Toppers in de Johan Cruijff ArenA. In mei 2023 trad Imca Marina op in het satirische programma Even tot hier met een variant op haar hit Viva España onder de titel Geen vliegtuig naar Spanje. In november 2024 was zij het Spaarvarken in The Masked Singer.

### Overige activiteiten
Imca Marina is behalve zangeres ook buitengewoon ambtenaar van de burgerlijke stand. Zij voltrekt huwelijken, zowel in haar trouwkapel te Midwolda als door het hele land. Zij dreef in Midwolda ook een aanvankelijk goedlopende brasserie die gericht was op toeristen en deelnemers aan het project Blauwestad, maar door de kredietcrisis ging die in 2010 failliet.
Tussen 1987 en 1994 presenteerde Imca Marina bij Radio Noord het wekelijkse praatprogramma Nog eem noasoezen. Ook schreef ze verhalen en gedichten en bracht ze verschillende boeken uit, waaronder Gedachten hebben krachten (1985), Talent voor leven (1996), De magie van planten (1998) en Gedichten van Ameland (2002). Ze houdt zich tevens bezig met schilderen en het geven van lezingen.
Hoewel ze heteroseksueel is, staat Imca Marina bekend als homo-icoon. In 2000 werd ze door de Nederlandse Gay Discjockeys Vereniging benoemd tot 'koningin-moeder' van de Nederlandse homoseksuelen. Later dat jaar werd ze dit ook van de Belgische.

### Persoonlijk
In juli 2009 werd bekend dat Imca Marina en haar Engelse partner Stephen Porter (Steven) na dertien jaar uit elkaar gingen. Uit een eerder huwelijk heeft ze een zoon, Floris.
Verschillende malen kwam Imca Marina in het nieuws vanwege gezondheidsproblemen. Zo moest ze haar carrière zowel begin jaren zeventig (wegens een inzinking) als midden jaren tachtig (wegens een botinfectie) tijdelijk op een laag pitje zetten. In 2012 werd ze wegens een blessure gedwongen een streep te zetten door haar deelname aan het dansprogramma Strictly Come Dancing. Tijdens een vakantie in Antalya in maart 2014 kreeg ze een hartaanval en later dat jaar werd ze getroffen door een longontsteking. In 2020 moest ze het televisieprogramma The Voice Senior voortijdig verlaten door een ontsteking aan haar strottenhoofd en moest ze tevens wekenlang revalideren na een val in huis.
In 2008 werd Imca Marina benoemd tot Ridder in de Orde van Oranje-Nassau.

## Discografie

### Albums
| Album met eventuele hitnotering(en) in de Nederlandse Album Top 100 | Datum van verschijnen | Datum van binnenkomst | Hoogste positie | Aantal weken | Opmerkingen                                |
| ------------------------------------------------------------------- | --------------------- | --------------------- | --------------- | ------------ | ------------------------------------------ |
| De beste                                                            | 1965                  | -                     |                 |              |                                            |
| Imca's troeven                                                      | 1967                  | -                     |                 |              |                                            |
| Imca, d'r stait 'n vrijer aan de deur                               | 1968                  | -                     |                 |              | Groningse liedjes                          |
| Imca Marina                                                         | 1970                  | -                     |                 |              |                                            |
| Imca Marina                                                         | 1972                  | -                     |                 |              |                                            |
| Bella Italia                                                        | 1973                  | -                     |                 |              |                                            |
| Veertien successen                                                  | 1974                  | -                     |                 |              |                                            |
| Gouden successen                                                    | 1979                  | -                     |                 |              | Verzamelalbum                              |
| Viva Marina                                                         | 1980                  | -                     |                 |              | Verzamelalbum                              |
| Hartenvrouw                                                         | 1981                  | 22-08-1981            | 40              | 2            |                                            |
| Verloren liederen                                                   | 1988                  | -                     |                 |              |                                            |
| Het beste van Imca Marina                                           | 1989                  | -                     |                 |              | Verzamelalbum                              |
| Imca Marina                                                         | 1992                  | 19-09-1992            | 55              | 6            |                                            |
| Imca Marina                                                         | 1994                  | -                     |                 |              | Gedigitaliseerd album Hartenvrouw uit 1981 |
| Einfach das beste                                                   | 1996                  | -                     |                 |              | Verzamelalbum                              |
| La Mamma                                                            | 1996                  | -                     |                 |              |                                            |
| Imca Marina                                                         | 2001                  | -                     |                 |              | Verzamelalbum Hollands Glorie              |
| Viva España                                                         | 2002                  | -                     |                 |              | Verzamelalbum Hit Expresse                 |

### Singles
| Single met eventuele hitnotering(en) in de Nederlandse Top 40 | Datum van verschijnen | Datum van binnenkomst | Hoogste positie | Aantal weken | Opmerkingen                                                                          |
| ------------------------------------------------------------- | --------------------- | --------------------- | --------------- | ------------ | ------------------------------------------------------------------------------------ |
| IMPERIAL uitgaven 1959 t/m 1966 Pre-Top 40                    |                       |                       |                 |              |                                                                                      |
| Morgen / Net zestien jaar                                     | 1959                  | 02-01-1960            | 3               | 9            | nr. 3 in Muziek Parade                                                               |
| Music maestro please / In mijn herinnering                    | 1960                  | -                     |                 |              |                                                                                      |
| Valentino / Hoor je mijn stem in de bergen                    | 1960                  | -                     |                 |              |                                                                                      |
| Laat mij alleen / Havenlicht                                  | 1960                  | -                     |                 |              |                                                                                      |
| Zeg het met bloemen / Mooie gladiolen                         | 1961                  | -                     |                 |              |                                                                                      |
| Twee gouden sterren / Zeven rozen uit Santa Monica            | 1962                  | -                     |                 |              |                                                                                      |
| Taboe! / Waar zacht een mandoline klinkt                      | 1962                  | -                     |                 |              |                                                                                      |
| Soerabaja / Mr. Wind ga naar Mexico                           | 1963                  | 16-03-1963            | 1               | 16           | nr. 1 in Muziek Parade, Muziek Expres en Platennieuws                                |
| Lass' mein Herz nicht weinen / Melodia Hawaiiana              | 1963                  | 15-11-1963            | 9               | 3            |                                                                                      |
| Singapoera / Taboe                                            | 1963                  | -                     |                 |              |                                                                                      |
| Tijd voor Teenagers Top 10                                    |                       |                       |                 |              |                                                                                      |
| Über den Wolken ist Sonnenschein / Singapura                  | 1964                  | 08-02-1964            | 8               | 5            |                                                                                      |
| Harlekino / Eldorado                                          | 1964                  | 08-08-1964            | 2               | 21           | nr. 3 in de Tijd Voor Teenagers Top 10                                               |
| Lass' mein Herz nicht weinen                                  | 1964                  | 12-12-1964            | 41              | 3            |                                                                                      |
| Nur nicht weinen / Eldorado                                   | 1964                  | -                     |                 |              |                                                                                      |
| Nederlandse Top 40                                            |                       |                       |                 |              |                                                                                      |
| Harlekino                                                     | 1964                  | 02-01-1965            | 5               | 8            |                                                                                      |
| Heel de wereld kun je kopen / In 't hartje van Parijs         | 1965                  | -                     |                 |              |                                                                                      |
| Santo Domingo                                                 | 1965                  | 05-06-1965            | 6               | 19           |                                                                                      |
| Nimm den Kuss als Souvenir / In deinen Armen                  | 1966                  | -                     |                 |              |                                                                                      |
| Antonio / Eenzaam en alleen                                   | 1966                  | -                     |                 |              |                                                                                      |
| PHILIPS uitgaven 1967 t/m 1971                                |                       |                       |                 |              |                                                                                      |
| Wieken draaien door de wind / Allemaal rijden op zondag       | 1967                  | -                     |                 |              |                                                                                      |
| Dagen van geluk / Heimwee                                     | 1968                  | -                     |                 |              |                                                                                      |
| Liefde is toch geen spiegelei / Fiesta gitana                 | 1968                  | -                     |                 |              |                                                                                      |
| Sacha / Prima ballerina                                       | 1969                  | 19-04-1969            | tip17           | -            |                                                                                      |
| Jij, jij was voor mij / Houdt hij van mij                     | 1970                  | -                     |                 |              |                                                                                      |
| Tausend Tränen / Liebling weine nicht                         | 1971                  | -                     |                 |              |                                                                                      |
| IMPERIAL/EMI uitgaven 1972 t/m 1980                           |                       |                       |                 |              |                                                                                      |
| Viva España / Jij bent heel mijn leven                        | 1972                  | 01-04-1972            | 15              | 5            | nr. 17 in de Daverende Dertig / Alarmschijf                                          |
| Vakantie voorbij                                              | 1972                  | 14-10-1972            | tip16           |              | cover van Gira l'amore (caro bebè)                                                   |
| Bella Italia                                                  | 1973                  | 07-07-1973            | 19              | 7            | nr. 20 in de Daverende Dertig                                                        |
| Am Abend kommen die Träume                                    | 1974                  | 29-06-1974            | 21              | 6            | nr. 23 in de Nationale Hitparade                                                     |
| Manuel / Ein Sommer ohne Liebe                                | 1974                  | -                     |                 |              |                                                                                      |
| Bella España / Vakantie voorbij                               | 1974                  | -                     |                 |              |                                                                                      |
| Vino (Waar blijft de wijn) / De zon in Odessa                 | 1975                  | 14-06-1975            | 4               | 10           | A-kant: cover van Lu maritiello / nr. 4 in de Nationale Hitparade                    |
| Cin cin amore mio / Sunny boy                                 | 1975                  | -                     |                 |              | A-kant: cover van Cielito Lindo                                                      |
| Fiësta nuda / Zon, zomer en amore                             | 1976                  | 31-07-1976            | 27              | 4            | nr. 24 in de Nationale Hitparade                                                     |
| Vannacht / Gino                                               | 1977                  | 19-11-1977            | 26              | 5            | nr. 18 in de Nationale Hitparade                                                     |
| De carrousel van geluk / Laat de zon niet ondergaan           | 1978                  | -                     |                 |              | A-kant: cover van Bailemos un vals                                                   |
| Flamenco español / Costa del amor                             | 1979                  | -                     |                 |              |                                                                                      |
| Zwart zwart zwart / Vaders been                               | 1979                  | 26-01-1980            | tip19           | -            |                                                                                      |
| Ik ga naar Ameland / Maria, la la la                          | 1980                  | -                     |                 |              |                                                                                      |
| CNR uitgaven 1981 t/m 1984                                    |                       |                       |                 |              |                                                                                      |
| Ook als ik er niet ben / Kind van vroeger                     | 1981                  | 25-07-1981            | tip11           | -            | B-kant: cover van Ailleurs / nr. 39 in de Nationale Hitparade                        |
| Meissie van de vlakte / Alcazar bij nacht                     | 1981                  | -                     |                 |              |                                                                                      |
| Het groene bos / Wie 't weet mag 't zeggen                    | 1981                  | -                     |                 |              |                                                                                      |
| De blauwe boon / Kreta                                        | 1982                  | -                     |                 |              |                                                                                      |
| Er staat niks meer op de giro / Paradijs                      | 1982                  | -                     |                 |              | A-kant: cover van Mama dame cien pesetas                                             |
| 't Gaat wel over / Vrijheid                                   | 1983                  |                       |                 |              | A-kant: cover van El Noa Noa                                                         |
| Het Heer O. lied / Ik heb geen idee                           | 1983                  | -                     |                 |              |                                                                                      |
| Viva la fiësta (medley) / Carmen - Voor jou                   | 1984                  | -                     |                 |              |                                                                                      |
| Wijf van ijzer / M'n hart begint te bonzen                    | 1985                  | -                     |                 |              |                                                                                      |
| Hoor mij aan, pessimisten! / Van Zierikzee tot Ameland        | 1986                  | -                     |                 |              | duetten met Pierre Kartner                                                           |
| Hava nagila party                                             | 1986                  | -                     |                 |              | nr. 92 in de Nationale Hitparade                                                     |
| De zigeuners / Leugenaar                                      | 1988                  | -                     |                 |              | A-kant: cover van Les Gitans / B-kant: cover van Malafemmena                         |
| Twee zwarte ogen / De ontmoeting                              | 1988                  | -                     |                 |              | A-kant: cover van El Relicario / B-kant: cover van Trastavera                        |
| De mooiste stad van het noorden                               | 1989                  | -                     |                 |              | A-kant: cover van Zum Spass / B-kant: Er zijn zoveel mooie steden van Henk Wijngaard |
| RCA uitgaven 1989 t/m 1992                                    |                       |                       |                 |              |                                                                                      |
| Spanje mi amor / Als je bij me bent                           | 1989                  | 08-07-1989            | tip9            | -            | nr. 39 in de Nationale Hitparade                                                     |
| Oh Brazil / instr                                             | 1990                  | -                     |                 |              | tevens op mini-cd-single verschenen                                                  |
| Sing the Song / instr                                         | 1991                  | -                     |                 |              | cover van Sólo le pido a Dios                                                        |
| Vive l'amor / Als je bij me bent                              | 1992                  | -                     |                 |              |                                                                                      |
| De muzikant / Vive l'amor                                     | 1992                  | -                     |                 |              |                                                                                      |
| 't Zwervertje / Barcelona                                     | 1992                  | -                     |                 |              |                                                                                      |
| Mannen / Ik wil de zon                                        | 1993                  | 18-12-1993            | tip14           | -            | A-kant: cover van Comme facette mammeta                                              |
| Maar als de zon weer onderging / Geen weg terug               | 1994                  | -                     |                 |              |                                                                                      |
| Er is een schip gezonken / instr                              | 1994                  | -                     |                 |              | cover van In Hamburg ist noch Licht an                                               |
| Desperado / De hartstocht is over                             | 1996                  | -                     |                 |              | A-kant: cover van Malagueña Salerosa / B-kant: cover van La Passione                 |
| Het kruisje van Piet / Madagascar                             | 1997                  | -                     |                 |              | A-kant: cover van The Wild Rover / samen met Piratenkoor Voorwaarts                  |
| De stoomtrein / Riet en Waterlied                             | 1998                  | -                     |                 |              |                                                                                      |
| Kermis in de stad                                             | 1999                  | -                     |                 |              | duet met De Sjonnies / cover van Wien bleibt Wien                                    |
| De dans / instr                                               | 1999                  | -                     |                 |              |                                                                                      |
| X me honey / Medley / Cha cha tjaa                            | 2000                  | -                     |                 |              |                                                                                      |
| 'n Heerlijke dag                                              | 2011                  | -                     |                 |              | duet met Dario / nr. 56 in de Single Top 100                                         |
| De carrousel van geluk                                        | 2013                  | -                     |                 |              | cover van Bailemos un vals                                                           |
| Geestjes                                                      | 2013                  | -                     |                 |              | duet met Johan Vlemmix & Prak!!                                                      |
| Mannen overal!                                                | 2014                  | -                     |                 |              | cover van Funiculì Funiculà                                                          |
| Scheurtjes                                                    | 2015                  | -                     |                 |              | cover van Beestjes                                                                   |
| Vino, waar is het fout gegaan?                                | 2015                  | -                     |                 |              | cover van Vino vino zavrtelo nas je                                                  |
| De wals van de liefde                                         | 2016                  | -                     |                 |              | cover van Take This Waltz                                                            |